# Moneda Bicentenario de 1 kg de México
La Moneda Bicentenario es una moneda de un kilogramo de oro presentada por el Banco de México el 17 de septiembre de 2012 para conmemorar el Bicentenario de la Independencia de México. La moneda conmemorativa fue creada mediante un decreto expedido el 14 de junio de 2011 por el presidente de México, Felipe Calderón Hinojosa. El decreto resume sus características:
- Valor: 200 pesos.
- Forma: Circular.
- Diámetro: 90 mm.
- Canto: En hueco la inscripción "Independencia y Libertad".
- Ley: 0.999 oro.
- Peso: 1000 gramos.
- Contenido: 1 kilogramo de oro puro.
- Tolerancia en ley: 0.001 (un milésimo) en más.
- Tolerancia en peso: Por unidad: ±3.5 gramos.
- Cuños:

- Anverso: Al centro, el Escudo Nacional de México en relieve escultórico circundado en semicírculo superior con la leyenda "ESTADOS UNIDOS MEXICANOS". Rodeando a éste y siguiendo el contorno del marco, la reproducción de diferentes escudos utilizados a través de la historia de México, así como del águila que se encuentra en la parte central de la primera página del Códice Mendocino. El marco liso.

- Reverso: En el campo superior en semicírculo el texto "BICENTENARIO"; bajo éste, el número "1810"; y debajo, el número "2010". Al centro, en perspectiva, la figura de la Victoria Alada de la Columna de la Independencia; en el campo izquierdo, en semicírculo, la leyenda "1 Kg ORO PURO"; en el campo inferior derecho en conjunto, el número "200" y la palabra "PESOS", gráfila escalonada; en el exergo, la ceca de la Casa de Moneda de México.